# Мадисон (Нью-Гэмпшир)
Ма́дисон (англ. Madison) — американский город в округе Карролл, Нью-Гэмпшир. Получил статус города в 1852 году, назван в честь четвертого президента США Джеймса Мэдисона. Ведет свою историю с первых поселений основанных около 1818 года. По данным переписи 2010 года население составляло 2 502 человекa. Код FIPS 33-45060, GNIS ID 0873657, ZIP-код 03849.

## Население
По данным переписи 2000 года население составляло 2 502 человек, в городе проживало 560 семей, находилось 777 домашних хозяйств и 1 589 строений с плотностью застройки 15,8 строения на км². Плотность населения 19,8 человека на км². Расовый состав населения: белые - 97,78% афроамериканцы - 0,05%, коренные американцы (индейцы) - 0,66%, азиаты - 0,20%, представители других рас - 0,04%, представители двух или более рас - 0,91%. Испаноязычные составляли 0,76% населения. 
В 2000 году средний доход на домашнее хозяйство составлял $43 523 USD, средний доход на семью $51 080 USD. Мужчины имели средний доход $32 422 USD, женщины $22 159 USD. Средний доход на душу населения составлял $20 608 USD. Около 2,0% семей и 4,5% населения находятся за чертой бедности, включая 5,2% молодежи (до 18 лет) и 3,8% престарелых (старше 65 лет).